# نيلة ألبية
نيلة ألبية (الاسم العلمي:Indigofera alpina) هو نوع من النباتات يتبع جنس النيلة من الفصيلة البقولية.